# Романовський Олексій Корнійович
Олексій Корнійович Романовський (18 лютого 1918, село Талова Балка, тепер Кіровоградської області — 2 листопада 2014, Київ) — український радянський діяч науки, мистецтва та політики. Міністр культури УРСР у 1973—1977 роках. Депутат Верховної Ради УРСР 9-го скликання. Член Ревізійної Комісії КПУ в 1976—1981 роках. Художник, письменник, доктор філологічних наук, професор.

## Біографія
Народився 18 лютого 1918 року в селі Талова Балка Олександрійського повіту Херсонської губернії, тепер Світловодського району Кіровоградської області в багатодітній родині машиніста залізниці та домогосподарки.
З 1927 по 1934 рік навчався в семирічній школі в селі Талова Балка. У 1934 році закінчив місячні педагогічні курси в місті Кременчуці. З 1934 по 1935 рік заочно навчався в Кременчуцькій дворічній педагогічній школі. У 1936 році закінчив тримісячні педагогічні курси при Одеському університеті.
Закінчив екстерном Курси підготовки педагогів Полтавського учительського інституту (1937), три курси літературного факультету Пензенського педагогічного інституту (1948), Київський державний педагогічний інститут ім. Горького (1951), російське відділення факультету мови та літератури (заочно); аспірантуру кафедри історії літератури і мистецтва при Академії суспільних наук ЦК КПРС (1958). Доктор філологічних наук, професор. Член Спілки письменників СРСР (з 1966). Заслужений працівник народної освіти України, Заслужений працівник культури України, почесний доктор Київського державного лінгвістичного університету, почесний професор Національного педагогічного університету імені Драгоманова.

### Діяльність

Могила Олексія Романовського, Байкове кладовище

З 1934 року — вчитель молодших класів початкової школи в селі Талова Балка Ново-Георгіївського району. З 1936 року працював вчителем російської мови та літератури в 5—7-х класах села Григорівки Світловодського району. У 1936—1939 роках — вчитель російської мови і літератури в 5—8-х класах Талово-Балківської середньої школи.
У жовтні 1939—1946 роках — у Червоній армії. Служив у складі 60-ї легкотанкової бригади в місті Куйбишеві. Учасник радянсько-фінської війни в складі 173-ї мотострілецької дивізії. З березня 1940 року дивізія була передислокована до міста Первомайська Одеської області, в червні 1940 року брала участь в окупації Бесарабії, а потім переформована. З липня 1940 року Романовський служив начальником таємного сектора штабу 16-ї танкової дивізії в місті Котовську Одеської області.
Член ВКП(б) з 1941 року.
Учасник німецько-радянської війни. Служив інструктором політичного відділу та обліку партійних документів 5-го окремого навчального автомобільного полку в районі Сталінграда. З 1943 року — на політичній роботі в Запорізькому училищі молодших лейтенантів РСЧА. У 1946 році служив помічником начальника політичного відділу 5-го гвардійського Сиваського танкового училища із комсомольської роботи.
У 1946—1948 роках — інструктор-пропагандист Пензенського обласного комітету ВКП(б).
У 1948—1951 роках — інструктор політичного відділу Управління Південно-Західної залізниці в Києві. У 1951 році — начальник сектора пропаганди і агітації політичного відділу Литовської залізниці. У 1951—1953 роках — секретар партійного комітету Управління Південно-Західної залізниці в Києві. З січня 1953 року — заступник начальника політичного відділу Управління Південно-Західної залізниці в Києві.
У 1953—1954 роках — заступник завідувача відділу Київського обласного комітету КПУ.
У 1954—1958 роках — навчання в Академії суспільних наук при ЦК КПРС у Москві. 1958 року захистив кандидатську дисертацію на тему «Из истории подготовки Первого Всесоюзного съезда советских писателей».
У 1958—1961 роках — начальник Управління театрів і музичних установ Міністерства культури Української РСР; завідувач відділу пропаганди Київського міського комітету КПУ.
7 лютого 1961 — січень 1963 року — секретар Київського міського комітету КПУ.
У січні 1963 — лютому 1964 року — старший науковий співробітник та вчений секретар Інституту літератури імені Тараса Шевченка Академії наук УРСР.
У лютому 1964 — червні 1970 року — ректор Київського державного педагогічного інституту іноземних мов.
У липні 1970 — жовтні 1973 року — ректор Київського державного педагогічного інституту імені Горького.
З 15 жовтня 1973 по 7 червня 1977 року — Міністр культури УРСР.
У липні 1977 — грудні 1988 року — ректор Київського державного педагогічного інституту іноземних мов.
У 1988—2003 роках — професор-консультант Київського національного лінгвістичного університету. У 1997—2007 роках — виконував обов'язки ректора Київського гуманітарного інституту.
Автор понад 200 статей з питань теорії та історії літератури, освіти та культури. Його перу належать монографії: «Із історії підготовки Першого Всесоюзного з'їзду письменників» (1958), «Знаменна віха» (1965, 1970), «Партія веде» (1967), «Література Ленінського гарту» (1969, 1973, 1979), "Жизнь во имя будущего (1984).
Потім — на пенсії в місті Києві. Помер на 97-му році життя 2 листопада 2014 року. Похований на Байковому кладовищі (ділянка № 33).

## Звання
- старший лейтенант
- майор

## Нагороди
- орден «За заслуги» 3-го ст. (2008)[2]
- орден Богдана Хмельницького 3-го ст. (1999)
- два ордени Трудового Червоного Прапора (1971, 1976)
- орден Вітчизняної війни 2-го ст. (11.03.1985)
- орден «Знак Пошани» (1961)
- орден Дружби народів (1986)
- золота медаль «Борцю за мир»
- медалі
- Почесна грамота Всесвітньої ради миру
- Заслужений працівник культури України (2002)
- Заслужений працівник народної освіти України (1998)